# Allentown (Pennsylvania)
Allentown is een stad in de Amerikaanse staat Pennsylvania en telt 106.632 inwoners. Het is hiermee de 215e stad in de Verenigde Staten (2000). De oppervlakte bedraagt 45,8 km², waarmee het de 222e stad is.

## Demografie
Van de bevolking is 15,1 % ouder dan 65 jaar en bestaat voor 33,1 % uit eenpersoonshuishoudens. De werkloosheid bedraagt 4,2 % (cijfers volkstelling 2000).
Ongeveer 24,4 % van de bevolking van Allentown bestaat uit hispanics en latino's, 7,8 % is van Afrikaanse oorsprong en 2,3 % van Aziatische oorsprong.
Het aantal inwoners steeg van 105.473 in 1990 naar 106.632 in 2000.

## Klimaat
In januari is de gemiddelde temperatuur -3,0 °C, in juli is dat 23,4 °C. Jaarlijks valt er gemiddeld 1105,4 mm neerslag (gegevens op basis van de meetperiode 1961-1990).

## Bekende inwoners van Allentown

### Geboren
- Keith Jarrett (1945), pianist
- Tim Keller (1950-2023), predikant
- Susan Alcorn (1953-2025), pedal-steelgitariste, componiste en improvisator
- Marty Nothstein (1971), wielrenner
- Michaela Conlin (1978), actrice
- Amanda Seyfried (1985), actrice
- Dane DeHaan (1987), acteur
- McKenzie Browne (1995), schaatsster
- Lil Peep (1996), zanger en rapper

### Overleden
- Sarah Knauss (1880-1999), oudste Noord-Amerikaan en op twee na oudste mens ooit

## Trivia
Het stadje Allentown en de kwakkelende staalindustrie wordt bezongen in Billy Joels lied 'Allentown'.